# Popielawy (województwo łódzkie)
Popielawy – wieś w Polsce położona w województwie łódzkim, w powiecie tomaszowskim, w gminie Rokiciny. 
Jest tam około 190 domów. Znajduje się tam zabytkowy dworek i hala sportowa.
W latach 1975–1998 miejscowość administracyjnie należała do województwa piotrkowskiego.

## Zabytki
Według rejestru zabytków Narodowego Instytutu Dziedzictwa na listę zabytków wpisany jest park, o numerze rejestracyjnym 369, z 03.07.1986 i z 23.05.1995.